# Тенсо (приход)
Те́нсо (англ. Tensas Parish, фр. Paroisse de Tensas) — приход штата Луизиана, США. Официально образован в 1843 году. По состоянию на 2013 год, численность населения составляла 4 908 человек.

## География
По данным Бюро переписи США, общая площадь прихода равняется 1660,192 км², из которых 1561,772 км² — суша, и 98,42 км², или 6 %, — это водоёмы.

## Население
По данным переписи населения 2000 года на территории прихода проживает 6 618 жителей в составе 2 416 домашних хозяйств и 1 635 семей. Плотность населения составляет 4,00 человека на км2. На территории прихода насчитывается 3 359 жилых строений, при плотности застройки около 2,00-х строений на км2. Расовый состав населения: белые — 43,20 %, афроамериканцы — 55,60 %, коренные американцы (индейцы) — 0,10 %, азиаты — 0,20 %, гавайцы — 0,00 %, представители других рас — 0,29 %, представители двух или более рас — 0,90 %. Испаноязычные составляли 1,40 % населения независимо от расы.
В составе 30,00 % из общего числа домашних хозяйств проживают дети в возрасте до 18 лет, 43,10 % домашних хозяйств представляют собой супружеские пары, проживающие вместе, 20,20 % домашних хозяйств представляют собой одиноких женщин без супруга, 32,30 % домашних хозяйств не имеют отношения к семьям, 29,30 % домашних хозяйств состоят из одного человека, 14,90 % домашних хозяйств состоят из престарелых (65 лет и старше), проживающих в одиночестве. Средний размер домашнего хозяйства составляет 2,54 человека, и средний размер семьи 3,14 человека.
Возрастной состав прихода: 26,50 % — моложе 18 лет, 10,00 % — от 18 до 24, 25,10 % — от 25 до 44, 22,90 % — от 45 до 64, и 22,90 % — от 65 и старше. Средний возраст жителя прихода — 37 лет. На каждые 100 женщин приходится 97,80 мужчин. На каждые 100 женщин старше 18 лет приходится 96,20 мужчин.
Средний доход на домохозяйство прихода составлял 19 799 USD, на семью — 25 739 USD. Среднестатистический заработок мужчины был 26 636 USD против 16 781 USD для женщины. Доход на душу населения составлял 12 622 USD. Около 30,00 % семей и 36,30 % общего населения находились ниже черты бедности, в том числе — 48,20 % молодёжи (тех, кому ещё не исполнилось 18 лет) и 29,60 % тех, кому было уже больше 65 лет.